# Aleksander Łętowski (purysta)

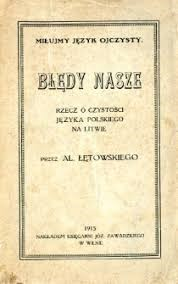
Poradnik językowy Aleksandra Łętowskiego. Wilno 1915

Aleksander Łętowski (ur. w 1859, zm. w 1922, brak bliższych danych) – publicysta, ekonomista, purysta językowy.

## Życiorys
Jako dziennikarz publikował w warszawskim „Głosie”, był też zaangażowany w prace dla „Kuriera Warszawskiego”. „Gazety Warszawskiej”, „Ziemi”. Pisał artykuły o tematyce gospodarczej i społecznej, na temat szeroko rozumianej moralności, teksty krajoznawcze. Jedynie sporadycznie zamieszczał w prasie teksty o tematyce literackiej czy na temat poprawności językowej. 
Włączył się w nurt popularyzacji literatury białoruskiej i białoruskiego folkloru.  Został wychowany w tradycji szlacheckiej, jednak w egoistycznej polityce elit dopatrywał się przyczyn upadku państwa.

## Poradnik językowy
Aleksander Łętowski jest autorem poradnika językowego Błędy nasze. Rzecz o czystości języka polskiego na Litwie. Wydana w Wilnie w 1915 roku praca składa się z dwóch części: w części pierwszej wstępnej (s. 5-29) zawarte są informacje ogólne na temat sposobu wypowiadania się i pisania na Litwie. Akcentowana jest ważność języka ojczystego, „gdyż jest podwaliną naszego bytu narodowego (…)”. W poszczególnych zaborach używa się innego języka polskiego, co utrudnia porozumiewanie się Polaków. Autor nawołuje więc do „wzajemnego przestrzegania czystości mowy”, gdyż taka postawa jego zdaniem najskuteczniej przyczyni się do "odkażenia, zdezynfekowania” języka polskiego na kresach północno-wschodnich oraz „uchronienia go od zarazy”.  „Zabiegi odkażające” dotyczyć mają takich kwestii jak akcent, użycie rodzaju gramatycznego, tendencji do tworzenia zdrobnień oraz składni.
Obszerna część druga (s. 1-378) – słownikowa stanowi alfabetyczny spis błędnych zdaniem autora wyrazów i zwrotów ze szczegółowym  wskazaniem na formy poprawne. Wskazówki i komentarze dotyczą pisowni, odmiany, znaczeń, zdarzają się też informacje etymologiczne i fonetyczne. Autor używa często wyrażeń emocjonalnych i wartościujących.
Przykłady:
Bliski. Przymiotniki:  blizki, ślizki, nizki, wązki i grzązki należy pisać tylko przez z, nigdy przez s. Błąd często popełniany.
W ślad zatem. Wyrażenie, żywcem wzięte z rosyjskiego, nieprawidłowe, chociażby ze względu na błędne użycie przymiotnika „zatem” w znaczeniu, którego w jęz. polskim zgoła nie posiadamy. Należy powiedzieć: następnie, potem, z kolei itp. Ze zwrotem rosyjskim w ślad zatem na Litwie można się spotkać pięć razy na dzień.
Przykłady pochodzą z prasy, a również z języka mówionego. 
Krytyce poddawał prowincjonalizmy, „(…), aby mowa polska była jednakową wszędzie, w różnych zakątkach Ojczyzny …”. 

### Krytyka wyrazów obcych
Wiele uwagi poświęca Łętowski wyrazom obcym w języku polskim,  proponuje dla nich wyrazy/wyrażenia zastępcze, rodzime (spolszczenia), np.:
Adherent. Po polsku należy mówić: stronnik, zwolennik, poplecznik. Tyle słów do wyboru polskich! Obcy więc „adherent” zgoła nam niepotrzebny!
Banhof. Szpetna niemiecka nazwa, upowszechniana na Liwie, gdzie wyrazy „banhof”. „wogzal;” (z rosyjska) lub „foksal” są w powszechnym użyciu. Całą tę brzydotę obcą możemy i powinniśmy odrzucić, używając jedynie polskiej nazwy – „dworzec”. Tak też w Królestwie i w Galycyi mówią już wszyscy od dawna. 
Poradnik nosi więc pewne cechy słownika spolszczającego.
Za szczególnie rażące uznał Łętowski rusycyzmy, uwarunkowane zależnością części ziem polskich od Rosji i działaniami rusyfikacyjnymi, zwłaszcza po przegranym powstaniu styczniowym. Rusycyzmy dotyczą głównie języka codziennego, np. dokazać (osiągnąć cel), familia (rodzina), odkrytka (pocztówka), magazyn (sklep), siurpryza (niespodzianka), żulik (łobuz), deszcz idzie (deszcz pada), być dobrze (być w dobrych stosunkach z kimś).  Krytyce zostały poddane również wyrazy nazywane obecnie neosemantyzmami, jak: mieszać (przeszkadzać), podlizywać się (przypochlebiać się), zakąsić (zjeść, przekąsić), wychodzić z siebie. 
Napiętnował też germanizmy: cug (przeciąg), buchalter (księgowy), szlaban, furmanka, furtka. Był przeciwnikiem kalk leksykalnych, jak germanizmy: listonosz (Briefträger), deszczochron (Regenschirm), miarodajny, korkociąg. Krytykował latynizmy jak: abominacja (obrzydzenie), admiracja (podziw), defekt (wada), gwarancja, emancypacja. Za niedorzeczne uznał ukrainizmy: czerep (czaszka głowy), harować (pędzić ciężkie życie), hołysz (biedak), hołubić, hultaj. 
„Dziełem tym wpisał się na stałe do historii języka polskiego jako jeden z obrońców polszczyzny północnokresowej I połowy XX wieku”. 